# Zamarada rhamphis
Zamarada rhamphis là một loài bướm đêm trong họ Geometridae.